# ドウェイン・ミラー
ドウェイン・ミラー（Dwayne Miller、1987年7月14日 - ）は、ジャマイカ・セント・トーマス教区出身のプロサッカー選手。サッカージャマイカ代表。ポジションはGK。

## 経歴

### 代表
2007年6月のマレーシア戦でジャマイカ代表デビュー。同年7月、パンアメリカン競技大会に参加し銀メダルを獲得した。
優勝したカリビアンカップ2008では準決勝のグアドループ戦に出場した。カリビアンカップ2010にも出場し大会連覇に貢献した。

## 所属クラブ
- ティヴォリ・ガーデンズFC 2004-2005
- ハーバー・ビューFC 2005-2010
- シリアンスカFC 2010-2013
- シリアンスカFC 2015-2017

## 代表歴
- U-20ジャマイカ代表
  - 2007年パンアメリカン競技大会
- ジャマイカ代表
  - カリビアンカップ2008
  - 2009 CONCACAFゴールドカップ
  - カリビアンカップ2010
  - 2011 CONCACAFゴールドカップ
  - 2015 CONCACAFゴールドカップ
  - コパ・アメリカ2015
  - 2017 CONCACAFゴールドカップ

## タイトル

### 代表
- カリビアンカップ: (2)2008, 2010

### クラブ
ハーバー・ビュー
- ジャマイカン・ナショナルプレミアリーグ: (2) 2007, 2010
- CFUクラブチャンピオンシップ: 2007

シリアンスカFC
- スーペルエッタン: 2010